# تور سی‌بی‌اکس
تور سی‌بی‌اکس (انگلیسی: Tour CBX) ساختمان اداری ۳۶ طبقه مستقر در لا دفانس است، که در سال ۲۰۰۵ احداث گردید.